# Aulagromyza fraxini
Aulagromyza fraxini är en tvåvingeart som beskrevs av Beiger 1980. Aulagromyza fraxini ingår i släktet Aulagromyza och familjen minerarflugor.
Artens utbredningsområde är Bulgarien. Inga underarter finns listade i Catalogue of Life.